# ア・エストラーダ

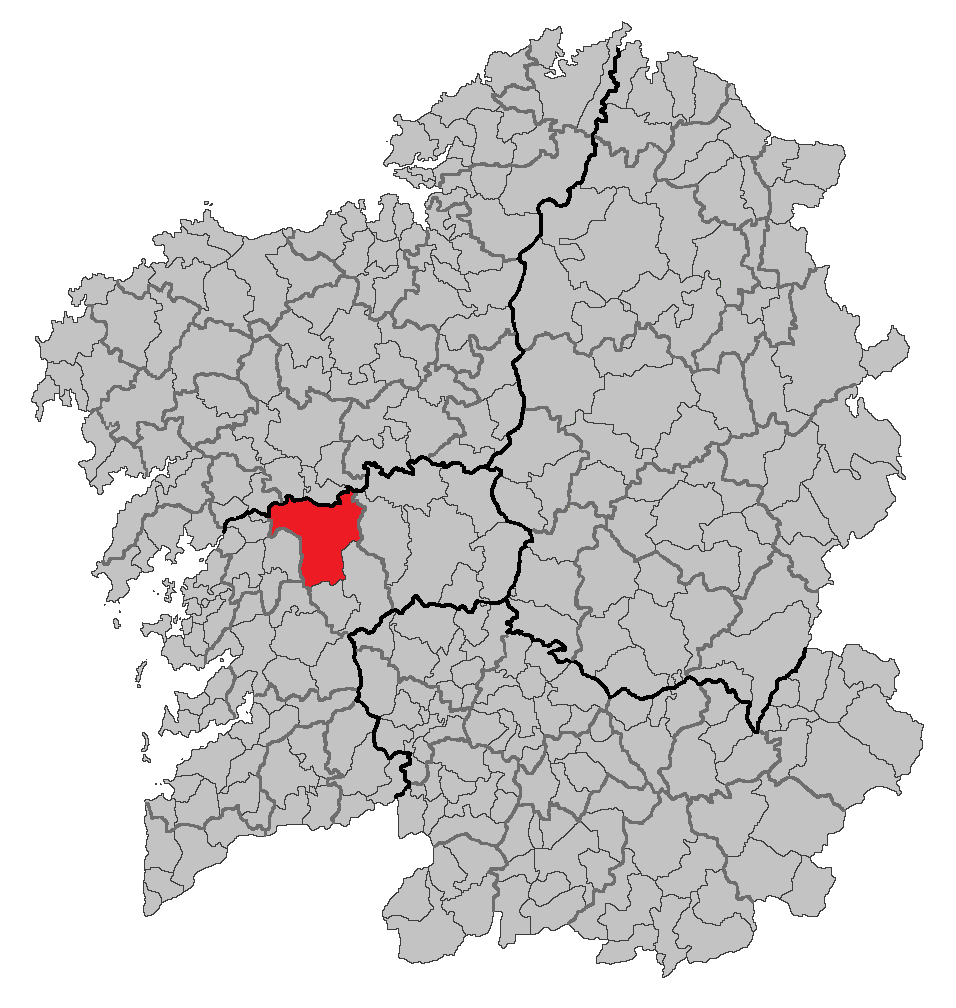

ア・エストラーダ（A Estrada）は、スペイン、ガリシア州、ポンテベドラ県の自治体で、コマルカ・デ・タベイロス＝テーラ・デ・モンテスに属する。ガリシア統計局によると、2012年の人口は21,657人（2011年：21,759人、2010年：21,828人、2009年：21,880人、2008年は21,886人、2004年：22,217人）。カスティーリャ語表記はLa Estrada（ラ・エストラーダ）。
ガリシア語話者の自治体住民に占める割合は97.96%（2001年）となっている。

## 地理
ア・エストラーダはポンテベドラ県の北部に位置し、コマルカ・デ・タベイロス＝テーラ・デ・モンテスに属する。北はウジャ川が境界になっており、対岸はア・コルーニャ県の自治体ボケイション、パドロン、テオ、ベドラとなっている。東はシジェーダ、フォルカレイと、南はカンポ・ラメイロ、セルデードと、西はポンテセスーレス、クンティス、バルガの各自治体と隣接する。
ア・エストラーダはア・エストラーダ司法管轄区に属し、同管轄区の中心自治体である。

### 人口
住民は51の教区の458の地区（集落）に居住する。
| ア・エストラーダの人口推移 1900－2010                   |
|                                                         |
| 出典:INE（スペイン国立統計局）1900年 - 1991年、1996年 - |

## 政治
自治体首長はガリシア国民党（PPdeG）のホセ・カルロス・ロペス・カンポス（José Carlos López Campos）、自治体評議員は、ガリシア国民党：11、ガリシア社会党（PSdeG-PSOE）：9、ガリシア民族主義ブロック（BNG）：1となっている（2011年5月22日の自治体選挙結果、得票順）。
| 1999年6月13日自治体選挙 |        |        |          |
| 政党                    | 得票数 | 得票率 | 獲得議席 |
| PPdeG                   | 8,138  | 61.23% | 14       |
| PSdeG-PSOE              | 2,719  | 20.46% | 4        |
| BNG                     | 2,247  | 16.91% | 3        |

| 2003年5月25日自治体選挙 |        |        |          |
| 政党                    | 得票数 | 得票率 | 獲得議席 |
| PPdeG                   | 7,394  | 52.98% | 12       |
| PSdeG-PSOE              | 3,469  | 24.86% | 5        |
| BNG                     | 2,820  | 20.21% | 4        |

| 2007年5月27日自治体選挙 |        |        |          |
| 政党                    | 得票数 | 得票率 | 獲得議席 |
| PSdeG-PSOE              | 6,168  | 42.99% | 9        |
| PPdeG                   | 4,475  | 31.19% | 7        |
| BNG                     | 1,901  | 13.25% | 3        |
| CIDEGA                  | 1,390  | 9.69%  | 2        |
| PG                      | 238    | 1.66%  | 0        |

| 2011年5月22日自治体選挙 |        |        |          |
| 政党                    | 得票数 | 得票率 | 獲得議席 |
| PPdeG                   | 6,771  | 48.54% | 11       |
| PSdeG-PSOE              | 5,716  | 40.97% | 9        |
| BNG                     | 1,222  | 8.76%  | 1        |

## 教区
ア・エストラーダは51の教区に分けられる。
- アガール（サンタ・マリーニャ）
- アギオンス（サンタ・マリーア）
- アルカ（サン・ミゲル）
- アルノイス（サン・シアーオ）
- バロイラ（サン・サルバドール）
- バルブーデ（サン・マルティーニョ）
- バルカーラ（サンタ・マリーニャ）
- ベーレス（サン・ビセンソ）
- カジョブレ（サン・マルティーニョ）
- セレイショ（サン・シュルショ）
- コデセーダ（サン・シュルショ）
- コラ（サン・ミゲル）
- コウソ（サンタ・マリーア）
- クランテス（サン・ミゲル）
- ア・エストラーダ（サン・パイオ）
- フラーデス（サンタ・マリーア）
- ギマレイ（サン・シアーオ）
- ラガルトンス（サント・エステーボ）
- ラマス（サン・ブレイショ）
- リリピオ（サン・ショアン・バウティスタ）
- ロイミル（サンタ・マリーア）
- マタロボス（サンタ・バイア）
- モレイラ（サン・ミゲル）
- ニゴイ（サンタ・マリーア）
- オカ（サント・エステーボ）
- オリーベス（サンタ・マリーア）
- オラソ（サン・ペドロ）
- オウサンデ（サン・ロウレンソ）
- パラーダ（サン・ペドロ）
- パラデーラ（サンタ・マリーア）
- パルデマリン（サンタ・バイア）
- レメサール（サン・クリストーボ）
- リベイラ（サンタ・マリーニャ）
- リベーラ（サンタ・マリーニャ）
- リオボ（サン・マルティーニョ）
- ルビン（サンタ・マリーア）
- サブセード（サン・ロウレンソ）
- サン・ミゲル・デ・バルカーラ（サン・ミゲル）
- サン・ミゲル・デ・カストロ（サン・ミゲル）
- サン・ペドロ・デ・アンコラードス（サン・ペドロ）
- サン・トメ・デ・アンコラードス（サン・トメ）
- サン・シアーオ・デ・ベア（サン・シアーオ）
- サン・シュルショ・デ・ベア（サン・シュルショ）
- サンタ・クリスティーナ・デ・ベア（サンタ・クリスティーナ）
- サンテーレス（サン・ショアン）
- サント・アンドレ・デ・ベア（サント・アンドレ）
- ア・ソモーサ（サント・アンドレ）
- ソウト（サント・アンドレ）
- タベイロス（サンティアーゴ）
- トエード（サン・ペドロ）
- ビンセイロ（サンタ・クリスティーナ）